# Diaspora Events Stichting
Diaspora Events Stichting (DES) is een Belgische non-profit-organisatie die zich richt op culturele en sociale activiteiten en kennisoverdracht met betrekking tot Suriname. Ze werd in 2018 opgericht door Christa Pahlad en Iwan Koswal en vormt een van de gesprekspartners voor de ambassade van Suriname in België. Ze is voornamelijk actief vanuit Antwerpen en Brussel.
De organisatie is een maatschappelijk netwerk van vrijwilligers dat binding met en bewustwording van de Surinaamse diaspora wil bevorderen. Ook verduidelijkt de organisatie zaken die in relatie staan met de diaspora, zoals de wet Personen van Surinaamse Afkomst (PSA) uit 2013, door middel van publicaties en informatiebijeenkomsten.
DES wil mensen met affiniteit met Suriname verbinden, zoals door zich te richten op het doorbreken van het wij-zij-gevoel. Belangrijke middelen zijn de overdracht van kennis en organisatie van evenementen, met een aandacht voor kunst, cultuur en gezelligheid.